# Carl Schröter
Pour les articles homonymes, voir Schröter.
Carl Joseph Schröter (né le 19 décembre 1855 à Esslingen am Neckar et mort le 7 février 1939 à Zurich) est un botaniste suisse.

## Biographie
- Henri Badoux (dir.) et Schweiz Forstwissenschafter (Extrait du Journal forestier suisse no 3), Le Dr Carl Schröter, professeur de botanique à Zurich : (1855-1939), S.l., 1939, 1 p., in-8° (OCLC 637083008)

## Source
- Heinrich Zoller, « Schröter, Carl » dans le Dictionnaire historique de la Suisse en ligne, version du 24 août 2011.